# Marius-Adrian Isac
Marius-Adrian Isac (n.  ?) este un deputat român, ales în 2024 din partea PSD. 